# راشيل كين
راشيل كين (27 أبريل 1962 - 1 نوفمبر 2020)، هي كاتِبة، وروائية، وكاتبة خيال علمي، وكاتبة للأطفال أمريكية، ولدت في الولايات المتحدة، بدأت مشوارها المهني سنة 1990.

## التعليم
تعلمت في جامعة تكساس التقنية.

## وصلات خارجية
- راشيل كين على موقع IMDb (الإنجليزية)
- راشيل كين على موقع قاعدة بيانات الفيلم (الإنجليزية)
- راشيل كين في قاعدة بيانات الأفلام على الإنترنت